# Шэньбао

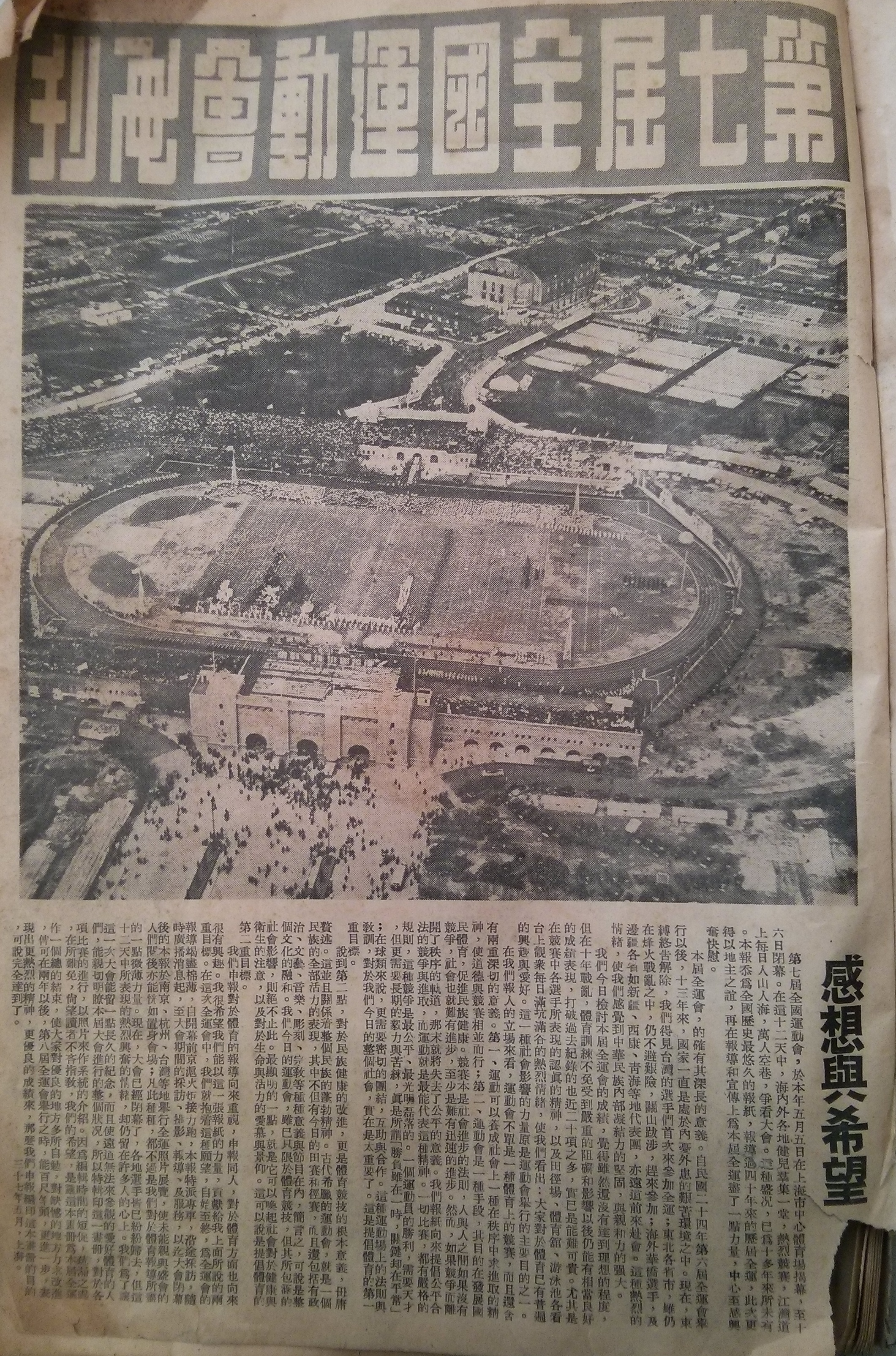
Выпуск газеты за май 1948 года

Шэньбао (кит. 申报) — ежедневная газета, издававшаяся в Шанхае с 30 апреля 1872 года до 27 мая 1949 года. Стала одной из первых китаеязычных газет. Играла важную роль не только в освещении событий в городе, но и в формировании общественного мнения и культурном просвещении. Была основана английским бизнесменом Эрнестом Мэйджером (англ. Ernest Major), в последующем практически все главные редакторы газеты были китайцами. Изначально газета придерживалась консервативных позиций, но после того, как её владельцем стал Си Цзыпэй (Xi Zipei, 1867—1929) произошёл ощутимый крен в сторону поддержки конституционализма.